# Markus Feldkircher
Markus Feldkircher (* 27. Dezember 1969) ist ein ehemaliger österreichischer Fußballspieler.

## Karriere
Feldkircher spielte ab der Saison 1988/89 für die Kampfmannschaft des Regionalligisten Schwarz-Weiß Bregenz. Zur Saison 1989/90 wechselte er zum Ligakonkurrenten FC Hard. Zur Saison 1992/93 kehrte er nach Bregenz zurück. Mit Bregenz stieg er 1996 in die 2. Division auf.
Daraufhin debütierte er dann im Juli 1996 gegen den SV Flavia Solva in der zweithöchsten Spielklasse. In der Saison 1996/97 kam er zu zehn Einsätzen in der 2. Division. Nach einer Zweitligasaison beendete Feldkircher seine Karriere.